# Opallionectes

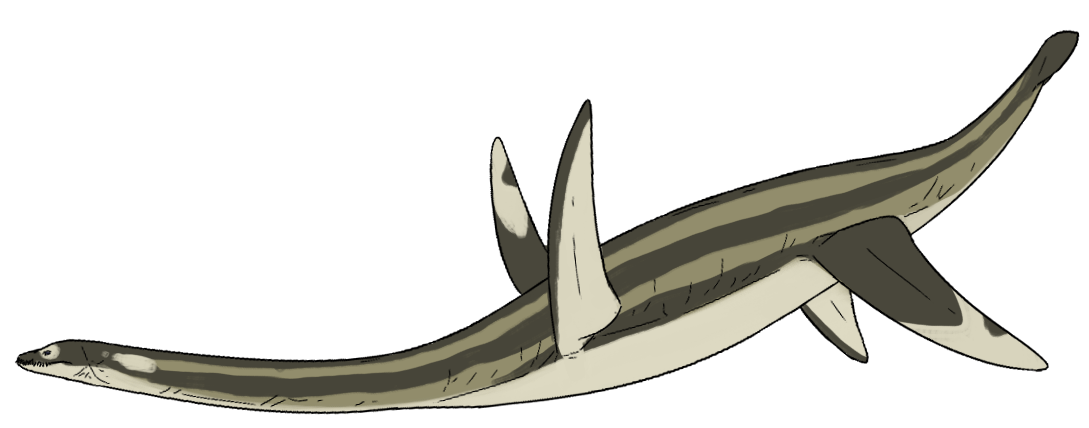
Opallionectes andamookaensis

Opallionectes is een geslacht van de Plesiosauria dat tijdens het vroege Krijt leefde in het gebied van het huidige Australië. De enige benoemde soort is Opallionectes andamookaensis.

## Vondst en naamgeving
Bij de Lightning Ridge in South Australia wordt opaal gedolven. Meestal gaat dat in vrij kleine mijnen waar individuele mijnwerkers een tunnel uitgraven. Een uitzondering vormt de zogenaamde Lunatics Hill-mijn. In de jaren dertig van de twintigste eeuw besloot een aantal arbeiders van de top van een opvallende heuvel uit in een schacht naar beneden te werken. Jarenlang vond men niets en toen men in de kern van de heuvel eindelijk een rijke opaallaag trof, bleek dat men vergeten was de claim te registeren zodat anderen er met de buit vandoor gingen. Twee decennia later kwam een dozijn claimhouders op het idee een consortium te vormen en het geheel op grote schaal als een dagmijn uit te graven. Grote hoeveelheden opaal werden zo gewonnen. In 1983 was er een bijzondere vondst: een groot geopaliseerd skelet van een plesiosauriër. Het werd in 1985 besproken door het echtpaar Patricia en Thomas Rich. Er waren al wel eerder losse geopaliseerde botten van plesiosauriërs gevonden, maar nog nooit een heel skelet. Het stuk werd verworven door John Wolfe St Albans die een legendarische verzameling juwelen en Aziatisch emailwerk opbouwde. Uiteindelijk doneerde hij het fossiel aan het South Australian Museum zodat het onderzocht en beschreven kon worden.
In 2006 werd de typesoort Opallionectes andamookaensis benoemd en beschreven door Benjamin P. Kear. De geslachtsnaam is een combinatie van het Grieks opallios, "opaal", en nèktès, "zwemmer". De soortaanduiding verwijst naar de herkomst bij het mijnwerkerstadje Andamooka.

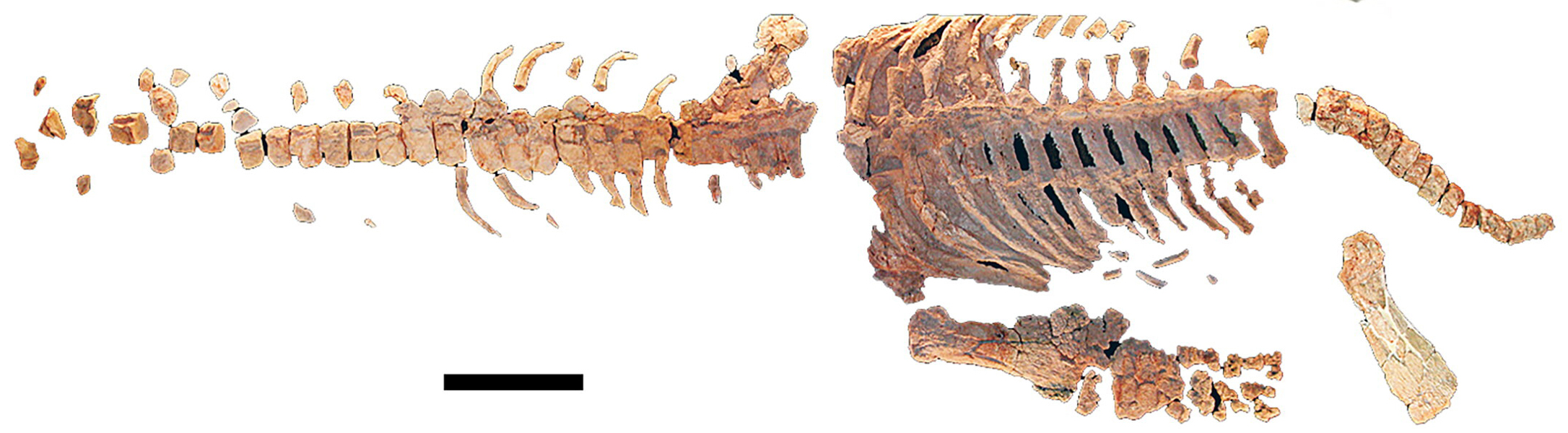
Het holotype

Het holotype, SAM P24560, is gevonden in een laag van de Bulldog Shale die dateert uit het Aptien-Albien. Het bestaat uit een skelet zonder schedel. Het bewaart tanden, een aaneengesloten reeks van zesentwintig halswervels, drie borstwervels en tien ruggenwervels, een reeks van zestien staartwervels, ribben, buikribben, beide schouderbladen, beide ravenbeksbeenderen, de linkervin, het rechteropperarmbeen, het rechterdijbeen en 107 gastrolieten. Vermoedelijk zijn de ontbrekende delen van de romp verloren gegaan toen de bulldozer op het skelet stootte; volgens Kear zijn wellicht ook botten met veel waardevol opaal erop kort na de ontdekking apart verkocht. Het betreft een jongvolwassen individu.

## Beschrijving
De oorspronkelijke lengte van het holotype is geschat op vijf meter.
Kear gaf een unieke combinatie van op zich niet unieke kenmerken aan. De tanden zijn klein en naaldvormig en hebben een opvallende eironde overdwars afgeplatte dwarsdoorsnede terwijl iedere ornamentering van het tandglazuur ontbreekt. De halswervels zijn korter dan hoog en zijn platycoel (plat van voren en hol van achteren) met opvallend ovale gewrichtfacetten zonder groeve in de onderrand, maar met opvallende centrale uitstulpingen rond de put voor de notachorda. De zijvlakken van de halswervels missen lengterichels, maar hebben opvallende facetten voor de enkelvoudige ribkoppen. De middelste beenbalk van de schoudergordel is slecht bewaard, maar wordt kennelijk alleen gevormd door de schouderbladen en ravenbeksbeenderen, niet de sleutelbeenderen. De ravenbeksbeenderen raken elkaar op de middenlijn over hun volle lengte, zonder tussenliggende inham, en dragen opvallende achterste hoorns. De opperarmbeenderen zijn "massief" gebouwd, zij het met een slanke schacht, met een opvallende distale verbreding, dus aan de kant van de onderarm. Er bevinden zich extra, boventallige, verbeningen in de rij van de onderarm, aan de voorzijde van de pols.

## Fylogenie
Opallionectes is een lid van de Plesiosauroidea. Kear onthield zich in 2006 van een verdere fylogenetische plaatsing en voerde ook geen exacte kladistische analyse uit. Het gebrek aan een, normaliter zeer informatieve, schedel maakt het lastig te verwantschappen te bepalen. Hij wees echter op overeenkomsten met de Cryptoclididae. In 2016 en 2018 plaatste hij Opallionectes alsnog in die groep.

## Levenswijze
Opallionectes leefde in tamelijke koele zeeën met een temperatuur van zo'n 10 °C. Hij is niet van andere gebieden bekend.